# Liste der Monuments historiques in Pleurtuit
Die Liste der Monuments historiques in Pleurtuit führt die Monuments historiques in der französischen Gemeinde Pleurtuit auf.

## Liste der Bauwerke
| Bezeichnung          | Beschreibung | Standort | Kennzeichnung | Schutzstatus | Datum | Bild           |
| -------------------- | ------------ | -------- | ------------- | ------------ | ----- | -------------- |
| Château de Montmarin | Schloss      | (Lage)   | PA00090657    | Classé       | 1966  | weitere Bilder |

## Liste der Objekte
- Monuments historiques (Objekte) in Pleurtuit in der Base Palissy des französischen Kultusministeriums